# 希臘羅馬世界的巫術

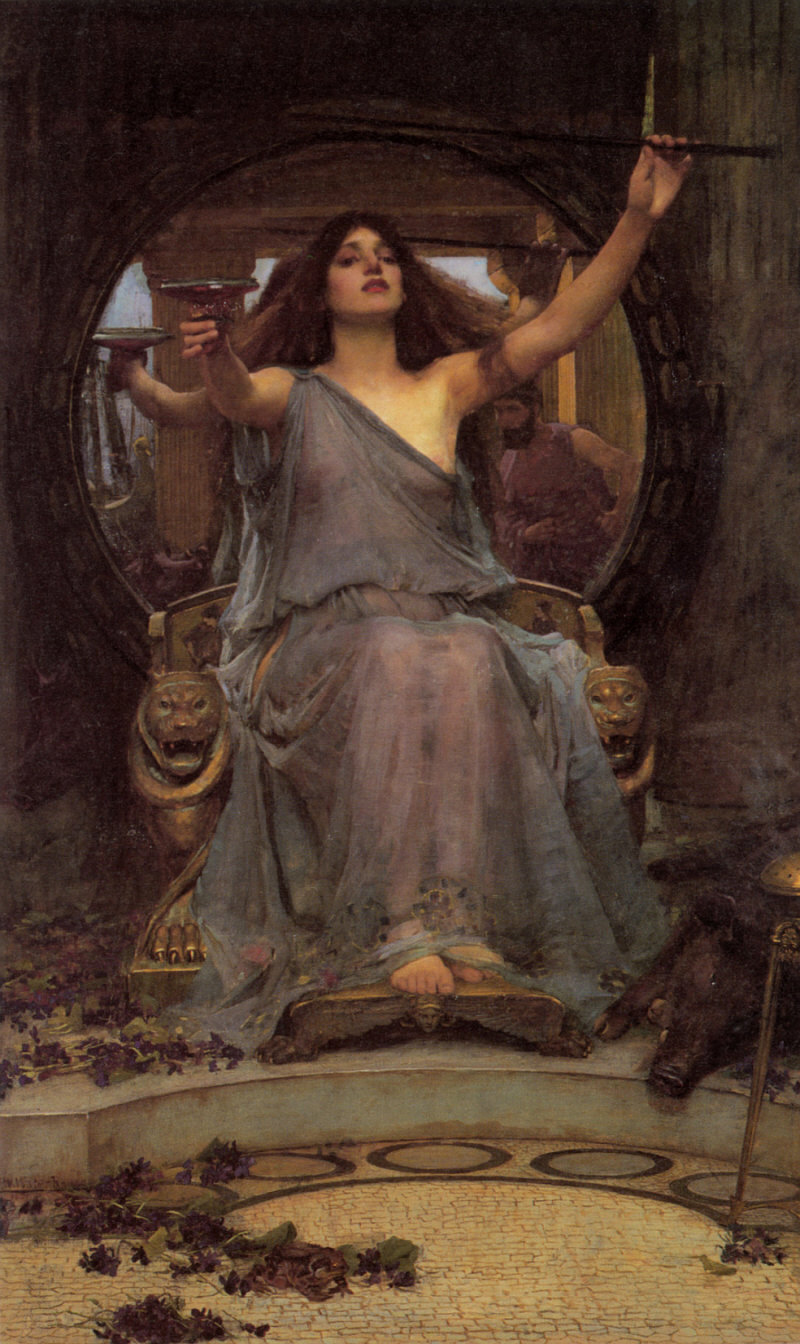
《女巫》（The Sorceress）由約翰·威廉姆·沃特豪斯（John William Waterhouse）所繪，1891年。

希臘羅馬世界的巫術是西洋的古典學、古代史以及宗教學領域的學科研究之分支。在希臘人與羅馬人（希臘羅馬世界）的古代後希臘化世界裡，歷史學家和考古學家認為與宗教相關的公共和私人儀式是作為當時人們的日常生活之一部分。這種現象的例子在各種各樣的盛大儀式和自然神信仰的神廟（古希臘宗教與古羅馬宗教）、猶太人的猶太會堂以及基督教徒的教堂可以中發現到。這些是古代人民生活的重要樞紐，代表了天界（神聖）與地面（人類居住的地方）之間的聯繫。這種巫術背景已經成為一項學術研究，尤其是在過去的二十年裡更是讓學者們如此重視這項研究。

## 專有名詞
mágos（賢士、賢者、巫師）、Magian（祆教僧侶）或者是magician（魔法師），在整個東地中海與西亞一直到古典時代晚期及其之後的時代都是普遍的存在著，這個字彙是受到了希臘文的Goetia（γόης）所影響的（並且最終給取代了），這是一個用來稱呼從事巫術、魔法領域人士古老的詞彙，他們這些賢士所專精神秘學的術法包含有占星術、煉金術以及其他其他形式的深奧知識。這種聯繫是相應於（假託-）瑣羅亞斯德的巫術、魔法將之希臘化下的產物，他被希臘人認為是“迦勒底人”、Magi（賢者、魔法師）的“創始人”以及占星術和巫術、魔法二者的“發明者”，在現代英文字彙中的“magic”和“magician”仍然存在著這一層面的意義。
作者威廉·斯瓦托斯（William Swatos）和彼得·基維斯托（Peter Kivisto）將巫術定義為：
譯文：…任何嘗試去控制生活環境或者自我藉由未經測試或不可測試的方法，譬如咒語或法術。
原文：... any attempt to control the environment or the self by means that are either untested or untestable, such as charms or spells. 
 —  威廉 H. 斯瓦托斯和彼得·基維斯托，《宗教與社會百科全書》
（William H. Swatos & Peter Kivisto, Encyclopedia of Religion and Society）

## 概論
希羅多德、色諾芬、普魯塔克－確實使用過magos這個字彙對他們關於向（瑣羅亞斯德教的）宗教信仰或習俗做出描述，大多數人似乎已經從“magician”這字彙的意義上來理解它。於是，更加持懷疑態度的作家隨後也將“magicians”－那就是說個別的magians－認定為騙子或欺詐者。在柏拉圖的《會飲篇》（202e）之中，雅典人認為他們是有害的，然而容許一定的效能作為神明厄洛斯的行使職責。 普林尼以格外糟糕的方式描繪它們。

根據一份資料指出，一般而言巫術、魔法的聲望很低，並且受到演講者和作家的譴責。貝茨注意到了被焚毀的書籍之中有關於像是希臘巫術紙莎草等等的文獻，這是當他在引用了《聖經·使徒行傳·第十九章第十九節》（Acts of the Apostles, Acts 19: 19）之中載有以弗所相關經文的時候。還有在蘇埃托尼烏斯的敘述中，奧古斯都在西元前13年下令焚毀2,000份巫術的卷軸。貝茨說明：
譯文：由於這些鎮壓的法令行動，魔法師和他們的文獻進入了地下。紙莎草本身藉由不斷反復出現的告誡保留書籍的秘密來證明了這一點。〔…〕大多數人的宗教信仰和習俗與某種形式的巫術相同，並且我們今天在認可和不贊成的宗教形式之間做出了明確區分－稱呼前者為“宗教”和“教會”以及後者為“巫術”和“崇拜”－除了少數知識分子之外這在古代並不存在。眾所周知的新毕逹哥拉斯與新柏拉圖學派的哲學家，以及諾斯底與赫耳墨斯團體，使用了巫術的書籍並且因此必須擁有副本。但是他們大部分的素材都消失了而且我們所留下的是他們的引用句。
原文：As a result of these acts of suppression, the magicians and their literature went underground. The papyri themselves testify to this by the constantly recurring admonition to keep the books secret. [...] The religious beliefs and practices of most people were identical with some form of magic, and the neat distinctions we make today between approved and disapproved forms of religion-calling the former "religion" and "church" and the latter "magic" and "cult" - did not exist in antiquity except among a few intellectuals. It is known that philosophers of the Neopythagorean and Neoplatonic schools, as well as Gnostic and Hermetic groups, used magical books and hence must have possessed copies. But most of their material vanished and what we have left are their quotations.
阿爾布雷希特·迪特里克注意到希臘巫術紙莎草對於古代宗教研究的重要性，因為大多數的文獻都結合了幾種宗教，如埃及、希臘，或者是猶太，等等。
根據羅伯特·帕克（Robert Parker）的說法，“巫術不同於宗教就如同雜草不同於花朵，只是通過消極的社會評價（magic differs from religion as weeds differ from flowers, merely by negative social evaluation）”；巫術通常被視為包含由從愚蠢的迷信到邪惡和危險的習俗範圍所構成的。:122然而，巫術似乎是從宗教之中借用的，採納了宗教儀式和神聖的名號，而且這兩者有時難以清楚地區分開來。:2巫術通常從宗教中被區別開來是由於它是操控而非是向神靈懇求、祈願。一些主流宗教儀式公開開始約束神靈。:3–4有時候用來區分從宗教脫離出來的巫術之其他粗略標準包括：針對於自私或不道德的目的；並且是秘密地在進行、舉辦著，通常是為付費的顧客來服務的。另一方面，關於宗教儀式，通常更多的是指向著崇高的目標像是救贖或者重生，並且是為了社會或者一群信徒、教徒的益處而公開進行、舉辦著。:3
宗教儀式具有的预期的目的是為了讓神明得到祂們應有的榮耀，或者是要求神聖的介入人事來調解、排解糾紛和獲得恩惠、恩典，而巫術、魔法經由那些只追求操控力的人而言是被視為操作、實施，並且經常在錯誤的科學基礎上來進行的一種行動。:123, 158終究，巫術、魔法的施行是包含在信仰中所沒有執行部分的儀式，並且終究是非宗教的層面。與這個術語的關聯往往是古代文學中不斷發展的過程，但是一般而言古代巫術反映了地中海世界更廣泛的宗教傳統各個方面，這就是說，對巫術的信仰反映了對神靈、占卜，以及咒文的信仰。然而，巫術、魔法的概念變成一種代表了更加連貫和自我反思的傳統，舉例證明之：魔法師試圖將希臘羅馬宗教習俗中不同的非傳統元素融合成一種特別稱之為巫術、魔法的東西。在西元三世紀至五世紀，這種融合的作法於羅馬帝國的世界中達到了高峰。桑代克（Thorndike）評論說：“最好的希臘科學並沒有被巫術所污染（Greek science at its best was not untainted by magic）”。
今日我們藉著古代留存的巫術紙莎草的研究可以發現到，當中所呈現出的是更多的希臘－埃及的神祕學元素，而不是希臘－羅馬的信仰。貝茨進一步指出：
譯文：“在這種綜攝中，固有的古埃及宗教在某种程度上是被保存了下來，在某种程度上是被深刻的希臘化。在希臘化文化的轉型中，前希臘化時代的埃及宗教已經減少和簡化了，毫無疑問的是為了促進其融入於希臘化宗教作為主要的文化參照。其相當明顯的是魔法師們他在撰寫以及使用希臘紙莎草時是在希臘化文化的觀點下。然而，所謂的希臘化，還包括了希臘宗教傳統的埃及化。希臘巫術紙莎草包含許多這種埃及化轉變的例子，在不同的文本或傳統層次中採用非常不同的形式。”
原文："In this syncretism, the indigenous ancient Egyptian religion has in part survived, in part been profoundly hellenized. In its Hellenistic transformation, the Egyptian religion of the pre-Hellenistic era appears to have been reduced and simplified, no doubt to facilitate its assimilation into Hellenistic religion as the predominant cultural reference. It is quite clear that the magicians who wrote and used the Greek papyri were Hellenistic in outlook. Hellenization, however, also includes the egyptianizing of Greek religious traditions. The Greek magical papyri contain many instances of such egyptianizing transformations, which take very different forms in different texts or layers of tradition."

## 歷史、神話與文獻
巫術出現在古希臘神話中，並且與赫耳墨斯、赫卡忒（月亮和巫術女神）、俄耳甫斯以及喀耳刻有關聯，赫利俄斯的女兒是一位女巫，她是魔法草藥以及藥水、藥劑的專家，並且曾幫助奧德修斯召喚哈得斯的幽靈。魔法藥水和咒語的故事是充斥著整個希臘神話之中。正好有一個赫拉克勒斯的例子，在他的妻子德伊阿妮拉（Deianira）帶走了半人馬涅索斯（Nessos）的魔法血液並將其大量地散佈在英雄的斗篷上之後，他（赫拉克勒斯）即喪命於可怕的死亡。當赫拉克勒斯穿上這件染過魔法血液的斗篷時，他被燃燒的很厲害並後來亡於其創傷之下。巫術的主題也被許多文學人物所應用著，也許最引人注目的是美狄亞在歐里庇得斯的同名悲劇中的情節了。

### 荷馬時代的巫術
在希臘文學裡，最早的巫術行為運作其乃支持著對巫術的定義為：一種旨在試圖去發現和控制著這世界（物理性）的神秘力量（構成這些力量的支持和反感），這可以在《奧德賽》（可追溯到西元前8世紀初的文本）的卷十之中找到。卷十中描述著重要的英雄人物奧德修斯與提坦喀耳刻之間的遭遇，“她是巫師埃厄忒斯的妹妹，都是太陽的孩子…藉著同一位母親，海洋的女兒珀耳塞（She who is sister to the wizard Aeetes, both being children of the Sun...by the same mother, Perse the daughter of the Ocean）”:X:13，在埃埃亞的島嶼上。在這故事中喀耳刻的巫術、魔法包括了魔杖的使用:X:20來對抗奧德修斯和他的手下，而奧德修斯則使用包括了一種名為茉呂（moly）的秘密草藥的巫術、魔法:X:28（由神明赫耳墨斯向他揭示，祂乃“金杖之神〔god of the golden wand〕”）:X:27來保護他自己免受來自她（喀耳刻）的攻擊。在這則故事之中，有幾項重點是可以在後來的文獻裡發現到對於“巫術（magic）”的慣用語其意義所涵蓋至關重要的三個必要條件：
1. 使用具有特殊能力的神秘工具（魔杖）。
2. 使用罕見的魔法草藥[註 1]。
3. 一個神聖的人士，揭示出巫術、魔法行為的秘密（赫耳墨斯）。

這些是巫術、魔法三個最常見的組成要素，其賦予了在後來的希臘化時代以及希臘－羅馬時期歷史的巫術體系之特色。
巫術的另一個重要定義元素也發現在故事中。當奧德修斯在島上遇見喀耳刻的時候，她是呈現出一位美麗女子的形象（一位誘惑男人的女性）。在這場遭遇之中，喀耳刻使用她的魔杖將奧德修斯的夥伴變成了豬。這可能表明著巫術、魔法是與這種違背自然秩序，或是違反明智、合理和善良力量（喀耳刻被奧德修斯的夥伴稱之為女巫）的行為是相關聯的（在這個時候）。:X:43在這種模式下，值得注意的是那喀耳刻是代表了一種已經被年經的奧林匹斯十二主神諸如：宙斯、波塞冬以及哈得斯所征服的力量（提坦）。

### 古典希臘時代的巫術
西元前六世紀在希臘境內從事傳教、佈道的贤士（magoi）帶來了零星的參考文獻。這些許多參考文獻代表了一種更為積極、正面的巫術之概念化。其中這些希臘賢士之中最為著名的人物，他們可是活躍在荷馬時代與希臘化時代之間，他們乃為俄耳甫斯、畢達哥拉斯，以及恩培多克勒等等的偉大人物。

#### 俄耳甫斯
俄耳甫斯乃是一名神話性人物，據說曾於色雷斯“在荷馬之前的世代（a generation before Homer）”境內生活過（儘管五世紀的陶瓷製品上祂實際在上是以希臘服飾來描繪的）。俄耳甫斯教，或者是俄耳甫斯秘密宗教，似乎也是生活在西元前六世紀和西元前五世紀的畢達哥拉斯與恩培多克勒（Empedocles）這些知名人士的重要核心。舉例而言，據說畢達哥拉斯描述了俄耳甫斯，即為，“悠揚歌曲之父（the...father of melodious songs）”。由於埃斯庫羅斯（希臘劇作家）後來將他描述為“藉由他欣喜著迷的聲音所有的東西都被吸引（haled all things by the rapture of his voice）”的人，這點表明了一種信念就是歌曲和聲音在巫術中的功效。奧菲斯肯定是與許多偉大的事蹟有關：最著名的也許是他降臨冥界去帶回他的妻子，即歐律狄刻。俄耳甫斯的行為通常不會受到譴責或遭受否定性的評語。這表明巫術的某些形式更容易被人們所接受。確實地，有個稱號是適用於俄耳甫斯來將他與那些名聲不良的魔法師區隔開來，想必，這個稱號就是theios aner（神圣的人）或者是‘聖人（divine man）’了。:34

#### 畢達哥拉斯

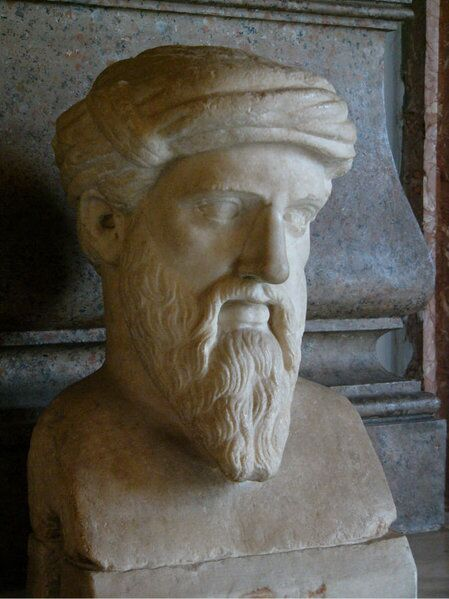
薩摩斯島的畢達哥拉斯。

巫術力量的彰顯也被歸功於著名的數學家與哲學家畢達哥拉斯（約西元前570年～西元前495年），正如同亞里士多德時期所記載的那樣。關於畢達哥拉斯的傳統有點複雜，因為留存關於他的一些个人生活简历在解釋畢達哥拉斯的形象時經常是自相矛盾的。
被歸因於他的一些巫術事蹟包括了：
1. 在兩個城邦的同一時刻被看到。
2. 一隻白鷹允許畢達哥拉斯撫摸著牠。
3. 一條河流迎接著他連同還寫著“歡迎，畢達哥拉斯！（Hail, Pythagoras!）”
4. 預測在進入港口的船上將會發現死人。
5. 預測一隻白熊的出現，並且宣告牠已經死了，然後信差才把其所帶來的這則消息傳到他身邊。
6. 咬死一條毒蛇（或者在有些版本中則是從村莊驅趕蛇）[註 2]。

這些故事也暗示著畢達哥拉斯是這些“聖人（divine man）”中的人物之一，即theios aner（神聖的人），他控制動物和超越空間和時間的能力顯示出他已經被眾神所感動。

#### 恩培多克勒
恩培多克勒（約西元前490年～約西元前430年）也被歸因於他奇妙的力量是與後來的魔法師有所關聯：也就是說，他能夠治愈病人，使老年人恢復活力，影響天氣並召喚死者。:XXXVI:27E. R. 多茲（E.R. Dodds）在他於1951年的書之中，即《希腊人与非理性》（The Greeks and the Irrational），表明說恩培多克勒乃是一位詩人、賢者（magus）、教師，以及科學家的綜合身分。:42多茲還認為由於像是畢達哥拉斯或者恩培多克勒斯這樣的個人獲得的大部分知識對於那些接受以初級教育的人而言是有點神秘了，因為其知識可能與巫術有關或者至少與賢者的學習有關。:145–46
重要的是要注意到在恩培多克勒之後的這一關鍵點，特殊人物中的巫術、魔法的天賦之規模在文獻紀錄中縮小，變得專業化了。獨特的個別人士可能擁有醫治的天賦才能，或者是預言的天賦才能，但是通常不會被認為像俄耳甫斯、畢達哥拉斯以及恩培多克勒這樣的賢士一般其擁有廣泛的超自然力量。柏拉圖在他的《法律篇》（933a-e）裡反映出這種態度在書中他認為治病術士（療癒師）、先知以及巫師是理所當然的。他承認這些從事巫術的人士存在於雅典（並且因此可能也存在於其他希臘城邦境內），還有他們是不可以被忽視的一群人以及須藉由法律來管制著；不過一般的人們不應該害怕他們，雖然他們的力量是實實在在的，但是他們自己本身就代表了一種相當低級的人性。一個早期的基督教比喻是在使徒保羅於西元一世紀的著作中找到的。保羅的《哥林多前书》（First Letter to the Corinthians）概念化了屬靈恩賜限度的觀念。

### 希臘化時代的巫術
希臘化時期（大致上是在西元前3世紀末）的特點是對巫術、魔法有著狂熱的興趣，雖說這一點可能是因為僅僅從這個時期開始擁有更加豐富的文本，無論是文學還有一些實際從業者，在希臘語以及在拉丁語方面的文本都有留存著。事實上關於那現存許多的巫術紙莎草都是在當代的時代──即西元一世紀所著作完成的，然而他們的學說概念、規則以及儀式反映出了早期希臘化時期的文化，也就是說，那個時候希臘羅馬世界的巫術之系統化似乎已經發生了──尤其是在托勒密王國統治之下以及在羅馬統治之下的埃及其不同文化的‘大熔炉（melting pot）’之中。
到了西元五世紀時，基督教的優勢與此有很大關係。這一點反映在《使徒行傳》裡，當中使徒保羅說服許多以弗所人帶出他們的巫術書卷並且燒毀它們。這巫術紙莎草的語言反映出了不同層次的文學技巧，但是一般來說它們都是標準希臘語，以及事實上它們可能是更接近當時的口語，而不是以文學文本留給我們的詩歌或藝術散文的形式。在這紙莎草上的行文裡，許多的術語都是借用過來的，從秘密宗教崇拜這方面，它是可以看出端倪來；也因此巫術、魔法儀式上的規則有時候被稱之為teletai（音譯為：泰勒塔，字面上的意思是“秘密舉行的儀式〔celebration of mysteries〕”；有些文章則翻譯為“入会仪式”），或者魔法師本人被稱之為mystagogos（引導志願進入教啟蒙人士的祭司；在基督教《聖經》之中的翻譯為：主禮司祭；有些文章翻譯為：秘法老师，詳細的說明請參閱秘法家條目）:23ff.。許多猶太傳說、（祖輩流傳下來的）知識以及上帝的一些尊名也出現在巫術紙莎草上。舉例而言，關於雅敖（Jao）的尊名為：雅威、萬軍的，以及我的主相當頻繁地出現由於魔法師所關心的是秘密，許多猶太教教外人士似乎是如此四字神名所指乃為一尊神秘的神明，因為畢竟沒有猶太上帝的聖像被創造出來以及上帝的真實名號是沒有發音的，作為在巫術方面推測的基礎 。有關於對猶太教上帝這方面的論述，極佳的途徑依然是請益猶太拉比才會有正確的解釋。
希臘巫術紙莎草的文本通常被寫成今日我們可能會寫的食譜、處方的形式：舉例而言，“取用蝙蝠的眼睛…（Take the eyes of a bat...）”。所以換句話說巫術、魔法是需要某些成分的材料配方，就如同與神話中的奧德修斯需要使用草藥茉呂來打敗喀耳刻所施加的巫術法力一樣。然而他不僅僅是是知道如何將食譜、處方中的食材、配方放在一起這麼簡單。適當的手勢的運用，在巫術儀式的某些要點上，是需要配上巫術、魔法材料一起施加的，不同的手勢似乎會產生出各種效果。以正確的方式所完成的一項巫術儀式是可以保證夢想的揭示並且闡釋出他們的相當有用的天賦之能是正確無誤的。在其他情況下，某些法術會准許一個人去發送一隻妖魔、惡魔或者一群妖魔、惡魔來傷害一個人的敵人、冤家更有甚者去破壞某人的婚姻；當然這種是屬於黑巫術（黑魔法）的害人行徑，根據著因果報應的定律而言，所有的诅咒一定是具有反噬的作用，也因此該施術者也會遭受其所施邪法的反噬，最終會淪落比受詛者更慘烈的下場。
對於巫術這種自我定義之消极、壞的面向（而不是其他的團體將您的做法給定義為負面、不好的，即使您不這樣做）在各種不同的‘詛咒板’之中有被發現到，這些是希臘羅馬世界留給今日我們人類用以警惕、鉴诫、內心自省的歷史資料。defixio這個術語是派生於拉丁語動詞defigere，其字面上的意思是“英譯為：to pin down”；“中譯為：使之动弹不得、令受牽制”，但這也是與將某人交付冥界力量的想法給聯繫在一起。它也有可能是通過一個口頭的詞來詛咒一名敵人，無論是在他面前還是在他背後。但由於已經發現到那些詛咒板的數量來看，似乎這種類型的巫術被認為更靈驗，不過相對而言施術者也會葬送在其自身的詛咒之下。這個過程包括將受害者的名字寫在薄薄的鉛片上遵循著不同的巫術儀式或符號，接著這詛咒板要不是埋在附近的墳墓、執行地點，就是戰場，以便將死亡力量的靈魂交給受害者。有些時候詛咒板甚至與各種不同物品釘在一起──像是指甲，據信這樣會增加巫術的效力。還有，巫術界也有所謂三倍報應定律的觀念，也称之为『三重法则』（The Threefold Law），亦即對人施以利己不利人的邪惡法術將會三倍力量報應回施術者，由於咒術是施術者以其身心靈三處發送出去，而回到施術者本身便是3×3 = 9，所以施以黑巫術者會遭受九倍的力量的反噬，勢必難逃此因果法則的制裁。相對而言“詛咒”的另一面是“祝福”，世界上的正統宗教教派多是鼓勵人們以慈愛、寬容來接待他人；以正面心態來瓦解負面心態，如此則是創造了彼此和諧圓滿的結局。
對於大多數巫術的作為或儀式，亦存在與其效果相對抗的巫術。護身符是希臘羅馬世界中最常見的保護措施（或者是反制巫術）之一，作為保護當事人以防範像詛咒和邪眼這樣可怕的事情；被大多數希臘羅馬世界的人民視為非常實際的方法:XXVIII:38, XXIX:66, XXX:138。據信，寶石本身具有特殊的功效，雖然護身符通常是以廉價材料製作而成。被發現到成千上萬經雕刻過的寶石顯然具有巫術而非裝飾功能。護身符是一種非常普遍的巫術類型，因為害怕其他類型的巫術如詛咒被用來對付自己，只不過若當事人非施以黑巫術者護身符是有用的，反之則不會見效。從而護身符實際上通常是源自於巴比倫文化、埃及文化，以及希臘文化元素的各種巫術規則的混合物，這些可能是由大多數與這領域有連帶關係的人所穿戴的。護身符通常是現存魔法紙莎草中發現的巫術規則縮寫形式。
因此，巫術道具（法器）在巫術儀式中非常普遍。道具可能與為每個巫術、魔法儀式重複的法術和咒語同樣的重要。一位魔法師的整套道具，可能可以追溯到西元三世紀，有被發現到位在小亞細亞（或稱安納托利亞）境內古代的城市帕加馬之遺址內，並且這裡還提供了這種巫術道具的直接證據。這個考古發掘發現包括一個青銅桌子和覆蓋著符號的基座、一碟盤子（也用符號裝飾著）、一根大青銅釘連同在它平面處的側邊刻有字母、兩枚青銅戒指，以及三塊黑色光亮的石頭其上刻著超自然力量的名稱。 
那麼呈現出了什麼呢？從這些證據中來看的話，結論是假使不是更早時代的話，經由希臘化時代在希臘羅馬世界中已經形成了一種永久性和普遍性的巫術、魔法類型了。學術性的共識強烈暗示著儘管許多關於巫術、魔法的證明相對較晚，他們所揭示的做法幾乎肯定是更古老了。然而，通過與希臘化時代晚期相對比，在早期希臘和羅馬世界中對於巫術、魔法的做法所提供的信任或者效力的水平尚不為人所知。

### 引用
1. ↑  Simpson, Jacqueline (2001). "The Athlone History of Witchcraft and Magic in Europe" Archive.today的存檔，存档日期2012-05-24. BNET. Retrieved October 1, 2008. "In recent years, there has been a remarkable outpouring of academic witchcraft studies, of which these finely researched and judiciously balanced volumes provide an excellent example."
2. ↑  Swatos, William H. (1998). Encyclopedia of Religion and Society. Rowman Altamira. p. 279. ISBN 978-0-7619-8956-1 （页面存档备份，存于）.
3. ↑  Smith, Andrew (1974). Porphyry's Place in the Neoplatonic Tradition: A Study in Post-Plotinian Neoplatonism. The Hague: M. Nijhoff. p. 71ff.
4. ↑  Thorndike, Lynn (1958). "On Democritus". A History of Magic and Experimental Science. New York: Columbia University Press. pp. 64–67.
5. ↑  Fowler, Robert (1995). "Greek Magic, Greek Religion". Illinois Classical Studies. 20: 1–22.
6. 1 2 3  Betz, Hans Dieter (1992). "The Greek Magical Papyri in Translation, Including the Demotic Spells, Volume 1" （页面存档备份，存于）.
7. 1 2  Parker, Robert (2005). Polytheism and Society at Athens. Oxford University Press. ISBN 978-0-19-927483-3 （页面存档备份，存于）.
8. ↑  Fairbanks, Arthur (1910). A Handbook of Greek Religion. American Book Company. p. 35. "Magic was not at all foreign to Greek thought, but it was entirely foreign to the worship of the greater gods. ... Worship, in truth, was no more magic or barter than it was purely spiritual adoration."
9. 1 2 3 4 5  Luck, Georg (1985). Arcana Mundi – Magic and the Occult in the Greek and Roman Worlds. Baltimore: The Johns Hopkins University Press.
10. ↑  Burk, Walter (1985). Greek Religion. Blackwell Publishing. p. 55. ISBN 978-0-631-15624-6 （页面存档备份，存于）. "Conscious magic is a matter for individuals, for a few, and is developed accordingly into a highly complicated pseudo-science."
11. ↑  Mauss (2001). A General Theory of Magic. Routledge. pp. 29–30. ISBN 978-0-415-25396-3 （页面存档备份，存于）.
12. ↑  Thorndike, Lynn. Place of Magic in the Intellectual History of Europe. p. 62.
13. 1 2 3 4 5 6  Homer. . 由E. V. Rieu翻译. Harmondsworth: Penguin Books. 1945.
14. ↑  Scarborough, John. . . : 138–174.
15. ↑  Hesiod.  [Birth of the Gods]. 由S. Lombardo翻译. Hackett, Cambridge. : 64–66.
16. 1 2  Drury, Nevill. . London: Thames & Hudson. 2003.
17. ↑  Pythagoras.  4. : 177. 缺少或|title=为空 (帮助)[來源請求]
18. ↑  Aeschylus. . : 16.30.[來源請求]
19. ↑  Euripides. . : 357ff.[來源請求]
20. ↑  Aristotle. . 由Ross翻译 3rd. : 130ff.[來源請求]
21. ↑  Burkert, Walter. . Cambridge, Mass.: Harvard University Press. 1972: 162ff.
22. ↑  de Vogel, Cornelia J. (编). .
23. 1 2  Pliny, the Elder. . 由H. Rackham; D. E. Eichholz; W. H. S. Jones翻译. London: Heinemann. 1963.
24. ↑  Dodds, E. R. . Berkeley, California: University of California Press. 1951.
25. ↑  . . 1 Corinthians.[來源請求]
26. ↑  .  Acts.[來源請求]
27. ↑  Betz, Hans Dieter. .  2nd. Chicago: University of Chicago Press. 1992.
28. ↑  Hull, John M. . Studies in Biblical Theology (London: SCM PRESS). 1974.
29. ↑  Mills, Mary E. . Journal for the Study of the New Testament Supplement Series (Sheffield: JSOT Press). 1990, 41: 49–62.
30. ↑  . 由David Winston翻译. Garden City, N.Y.: Doubleday. 1979: 172ff.
31. 1 2 3  Crawley, A.E. .  4: 367ff.
32. ↑  Campbell, Bonner. .[來源請求]
33. ↑  Barrett, Caitlín E. . Cornell Collection of Antiquities. Cornell University Library. （原始内容存档于May 26, 2015）. by Internet Archive on 26 May 2015.
34. 1 2  Burkitt, F. Crawford. . New York: AMS Press. 1978: 35ff.
35. ↑  . tufts.edu. 5 August 2012. （原始内容存档于5 August 2012）.

## 外部連結
- ARS ARCANA: Magic in the Roman World （页面存档备份，存于）